# 897 Lysistrata
Lysistrata (asteroide 897) é um asteroide da cintura principal com um diâmetro de 21,91 quilómetros, a 2,3007878 UA. Possui uma excentricidade de 0,0947401 e um período orbital de 1 479,96 dias (4,05 anos).
Lysistrata tem uma velocidade orbital média de 18,6827626 km/s e uma inclinação de 14,32899º.
Este asteroide foi descoberto em 3 de Agosto de 1918 por Max Wolf.